# Cáp treo Bà Nà

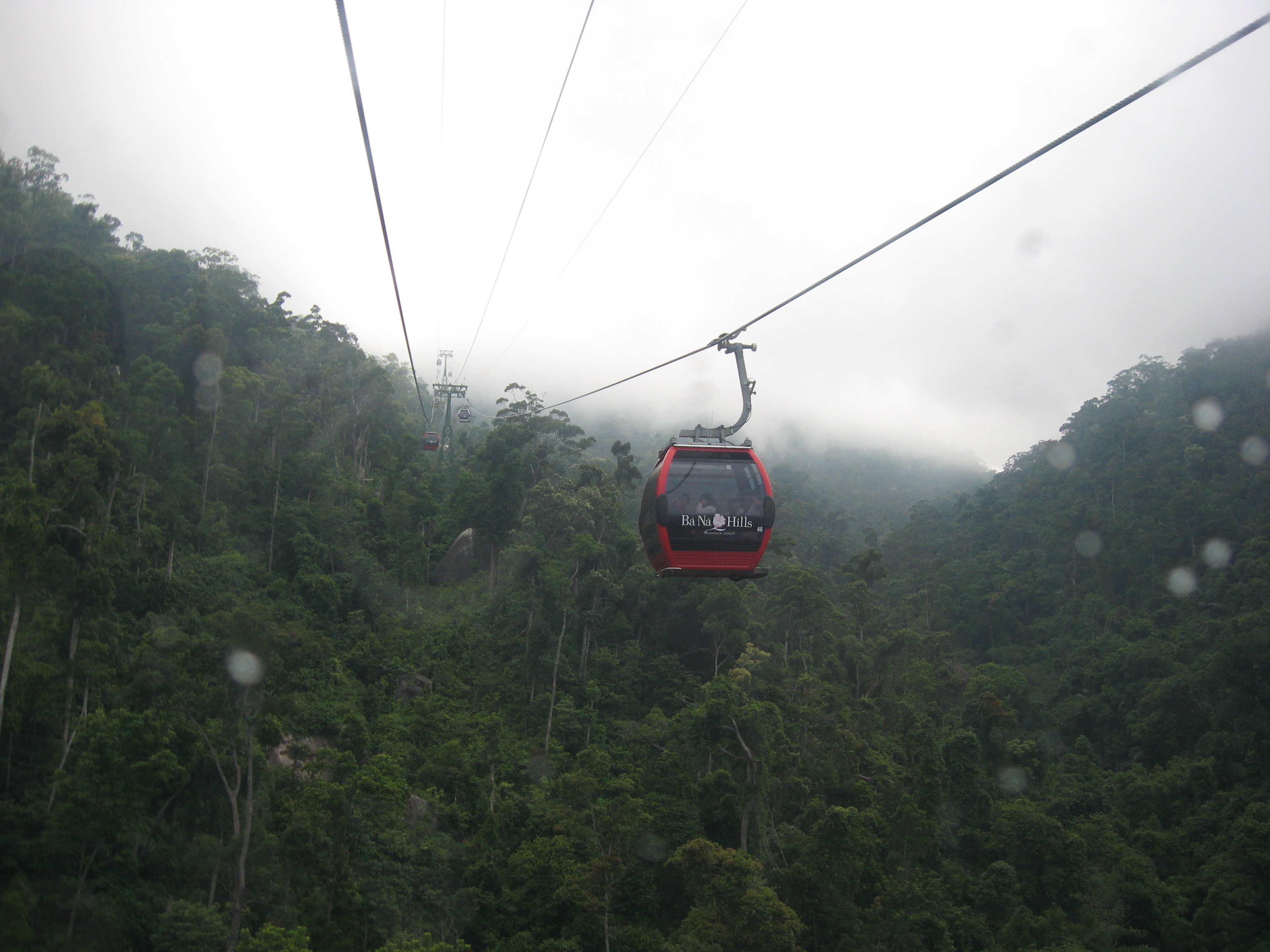
Cáp treo Bà Nà

Cáp treo Bà Nà là một hệ thống cáp treo tại khu du lịch Sun World Ba Na Hills do Tập đoàn Sun Group đầu tư, thuộc xã Hòa Ninh, huyện Hòa Vang, thành phố Đà Nẵng, Việt Nam.
Hệ thống gồm 5 tuyến cáp treo với tổng chiều dài 5.042,62 m, kết nối từ các ga tại mặt đất với các địa điểm vui chơi giải trí trên đỉnh núi Bà Nà. Các tuyến cáp đều có tốc độ vận hành 6 m/s, được xây dựng theo công nghệ hiện đại nhất của Áo. Công suất vận hành của hệ thống lên đến 6.500 khách/giờ.
Ngày 25 tháng 3 năm 2009, khu du lịch Ba Na Hills đã đưa vào hoạt động tuyến cáp treo đầu tiên (Suối Mơ - Bà Nà) với 22 trụ và 94 cabin, công suất phục vụ 1.500 khách/giờ. Tuyến cáp treo Suối Mơ – Bà Nà đã xác lập hai kỷ lục thế giới là: tuyến cáp treo một dây dài nhất thế giới (5.042,62 m) và tuyến cáp treo có độ chênh giữa ga đi và ga đến lớn nhất thế giới (1.291,81 m). Ngay sau khi khai trương tuyến thứ nhất, tuyến cáp treo thứ hai (Debay – Morin) dài 697,67 m đưa du khách từ đỉnh Vọng Nguyệt lên đồi Lệ Nim cũng được hoàn thành trong năm 2009 để thay thế cho một tuyến cáp cũ vừa được dỡ bỏ.
Đến ngày 29 tháng 3 năm 2013, tuyến cáp treo thứ ba (Thác Tóc Tiên – L’Indochine) đi vào hoạt động tiếp tục đạt 4 kỷ lục thế giới: cáp treo một dây dài nhất thế giới (5,771.61 m), độ chênh giữa ga đi và ga đến cao nhất thế giới (1.368,93 m), chiều dài một sợi cáp không nối dài nhất thế giới (11.587 m), độ nặng cuộn cáp nặng nhất thế giới (141,24 tấn).
Năm 2017, hai tuyến cáp treo thứ tư (Hội An – Marseille) và thứ năm (Bordeaux – Louvre) cũng được đưa vào sử dụng.